# Gabrielle Tavaststjerna
Gabrielle Augusta Vilhelmina Tavaststjerna född Kindstrand 24 september 1868 i Stockholm, död 14 juni 1946 i Stockholm, var en svensk skådespelare och författare. 
Gabrielle Kindstrand utbildades vid Kungliga Teaterns elevskola och arbetade därefter i landsorten innan hon 1888 anställdes vid Svenska Teatern i Helsingfors, där hon träffade författaren Karl August Tavaststjerna, med vilken hon ingick äktenskap 1891. Efter sitt giftermål sysslade hon främst med gästspel vid de Arppeska och Lindbergska teatersällskapen. Hon studerade därefter efter övertalning av August Strindberg tyska i Berlin för att kunna medverka i hans uppsättning av Herbstzeichen där. Efter framgångarna med denna pjäs fortsatte hon att spela i Berlin, återvände till Finland i samband med makens bortgång.
Efter hans död ingick hon 1900 äktenskap med Raymond de Veldegg och de skilde sig.[när?] Äktenskapet med den dansk-amerikanska löparen och författaren Poul Harboe-Christensen var hennes tredje. Tillsammans skrev de Människornas vägar på svenska och gav 1905 ut boken i Helsingfors. De bosatte sig en kort tid i Helgolandsgade 4 i Köpenhamn innan de flyttade till New York och i december 1905 bosatte sig på 52 West 12th Street i stadsdelen Greenwich Village på Manhattan, där han dog i mars 1907 bara 28 år gammal. Hon stannade i USA i mer än tio år och gifte om sig 1910 med bokutgivaren i New York Horatio Shafe Kraus. Efter hans död i 1918 flyttade hon hem till Stockholm där hon dog 1946.
Hon är begravd på Norra begravningsplatsen i Stockholm.